# Maastrichti

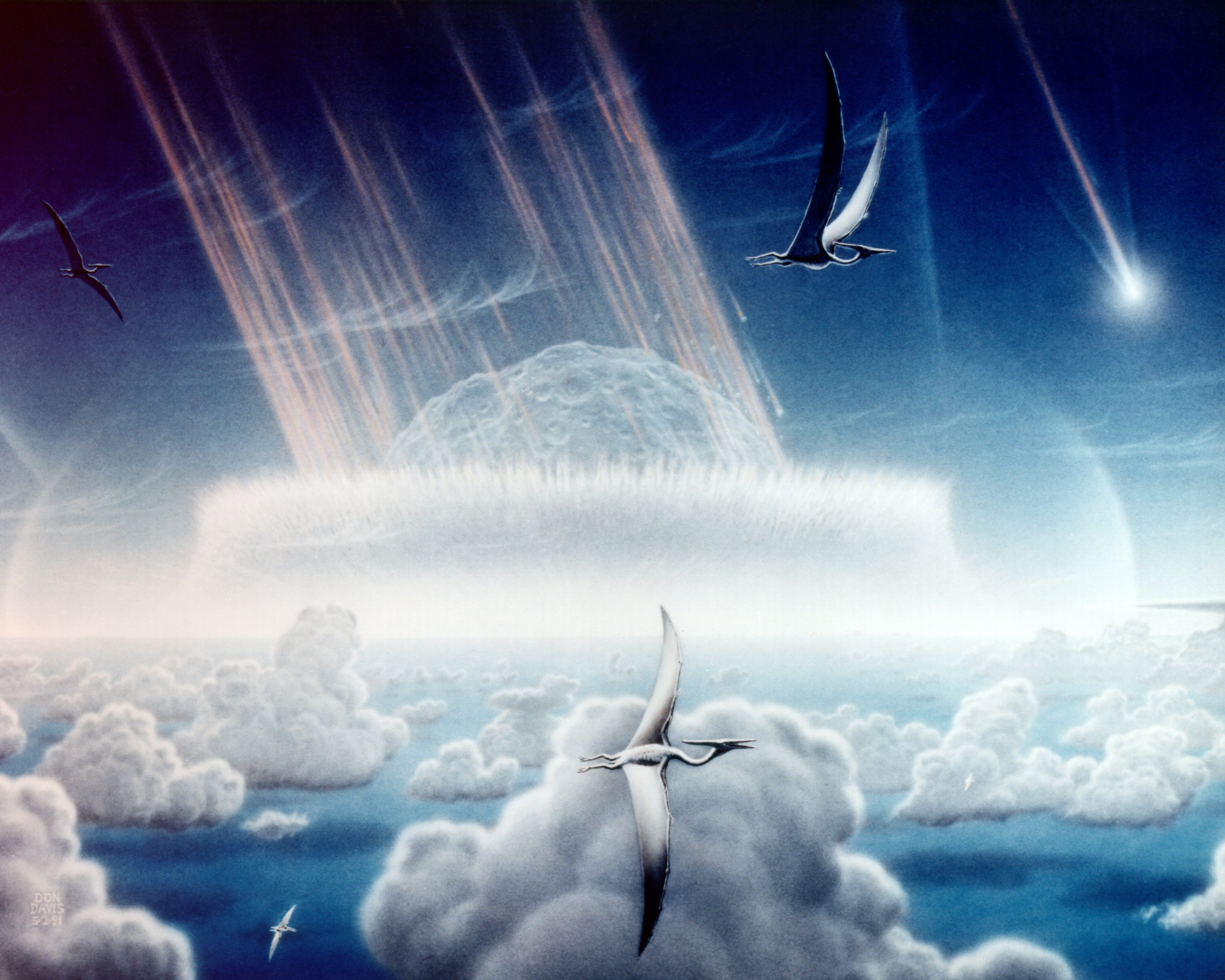
A K/T kihalást egy elmélet szerint meteor becsapódása okozhatta.

A maastrichti a kréta időszak és így a mezozoikum idő utolsó korszaka. A maastrichti korszak 72,1 ± 0,2 millió évvel ezelőtt (mya) kezdődött és 66,0 millió évvel ezelőtt ért véget.
A végén történt a kréta–harmadkor kihalás (röviden: K/T kihalás) néven ismert esemény, amelynek során eltűntek többek közt olyan nagy állatcsoportok, mint a dinoszauruszok, a plezioszauruszok és a moszaszauruszok. 
A korszak a holland Maastricht városáról kapta nevét, ahol több fosszília került elő ebből az időből, többek közt mosasaurusoktól.